# Токарская, Валентина Георгиевна
Валенти́на Гео́ргиевна Тока́рская (3 февраля 1906, Одесса — 30 сентября 1996, Москва) — советская актриса театра и кино, звезда Московского мюзик-холла 1930-х годов. Народная артистка Российской Федерации (1993).

## Биография
Валентина Георгиевна Токарская родилась 3 февраля 1906 года в Одессе. Считалась самой красивой и самой богатой актрисой довоенной Москвы. В 1930-е годы не было человека, который не знал бы этого имени: Валентина Токарская была звездой Московского мюзик-холла и разъезжала по городу в собственном автомобиле. Ею восхищались Зощенко и Горький, Ильф и Петров, Катаев и многие другие знаменитые писатели. Яков Протазанов снял актрису в главной роли в сатирической комедии «Марионетки», с которой Валентина Токарская объехала весь Советский Союз.
После закрытия «чуждого советскому человеку» мюзик-холла Токарская перешла в Театр сатиры, где вновь играла только главные роли. «Мне это не очень нравилось, — вспоминала впоследствии актриса. — Я не любила играть драматических героинь. Я хотела петь, танцевать, делать всё то, что сейчас делает Людмила Гурченко…» В те годы о таком репертуаре приходилось только мечтать.

### В годы войны
В 1941 году Токарская отправилась в составе одной из первых фронтовых бригад в действующую армию. Под Вязьмой артисты попали в окружение. Скитания по лесам и деревням закончились тем, что пришлось регистрироваться в управе и просить разрешения кормиться своей профессией. Сколотили новую актёрскую бригаду, сделали небольшую концертную программу. Затем началось немецкое отступление — Смоленск, Могилёв, Гомель, Барановичи — всё дальше и дальше, до самой Германии, где Валентина Токарская и Рафаил Холодов выступали перед русскими военнопленными, которые были расселены в небольших городках и были заняты на сельхозработах.

### Заключение
Валентина Токарская вернулась домой в конце 1945 года и тут же была арестована и приговорена по статье 58.3 к 4 годам ИТЛ (исправительно-трудовой лагерь). Работала в санчасти. Затем заявку на знаменитую актрису прислал Воркутинский лагерный театр. В Воркуте она сыграла, по её словам, «лучшие свои роли», Марию Стюарт, Софью Ковалевскую, и сама поставила две оперетты.
Освобождена в 1949 году.

### Возвращение в театр
В 1953 году после освобождения Токарская вновь вышла на сцену Театра сатиры и не покидала её до последнего дня. Играла в основном небольшие роли, эпизоды, всегда яркие, хотя и не соответствовавшие таланту актрисы. Валентин Плучек говорил о ней:

К сожалению, я не мог ей предложить ничего достойного. Когда она просила меня позволить ей хотя бы молча постоять в углу сцены, я понимал, что всё внимание зала всё равно будет сосредоточено на ней. Валентина Георгиевна сама была человеком-театром.
Скончалась 30 сентября 1996 года. Похоронена на Новом Донском кладбище (колумбарий 19, секция 14).

### Личная жизнь
Чтобы спасти артисту Рафаилу Холодову жизнь, назвала себя его женой. С ним же вновь встретилась в лагерях в 1946 году и поддерживала личные отношения. Позднее в заключении познакомилась с киносценаристом Алексеем Каплером, за которого после его освобождения из лагеря вышла замуж. Тем не менее брак с ним продлился недолго — в 1955 году Каплер завязал отношения с поэтессой Юлией Друниной, на которой позднее женился.

## Творчество

### Театральные работы

#### Московский мюзик-холл
- «Под куполом цирка» (Алина)

#### Московский театр Сатиры
- «Слуга двух господ» (Беатриче)
- «Пигмалион» (Элиза)
- «Клоп» (Лунатичка)
- «Двенадцать стульев» И. Ильфа и Е. Петрова — Елена Станиславовна
- «Гурий Львович Синичкин» (Сурмилова)
- «Мистерия Буфф» В. Маяковского — Австралийка
- «Обнажённая со скрипкой» (Павликова)
- 1967 — «Интервенция» Л. Славина — Иоланта Люсьен
- «Маленькие комедии большого дома» (Кира Платоновна)
- «Малыш и Карлсон, который живёт на крыше» (фрекен Бок)
- «Тартюф, или Обманщик» Ж. Б. Мольера — госпожа Пернель
- 1969 — «Безумный день, или Женитьба Фигаро» П. Бомарше — Марселина
- «По 206-й» (Секлетинья)
- «Как пришить старушку» (Страховой агент)

## Фильмография
- 1933 — Марионетки — Ми, певица
- 1956 — Дело № 306 — Мария Николаевна Карасёва, фармацевт, она же немецкий агент Магда Тотгаст, она же Фишман, Аванесова, Рубанюк, Иваниха
- 1960 — Испытательный срок — крупье в ресторане с казино «Калькутта»
- 1963 — Короткие истории — эпизод
- 1965 — Срок истекает на рассвете
- 1967 — Весна поёт (короткометражка) — Магдалина
- 1976 — Ералаш (выпуск 9, эпизод «Чудное мгновенье») — бабушка Пети
- 1979 — Осенняя история — бабушка

### Телеспектакли
- 1959 — Обнажённая со скрипкой (фильм-спектакль) — княгиня Анна Павликова
- 1962 — Интервью у весны (фильм-спектакль) — Зинаида Аристарховна — сцена из спектакля «Фунт лиха»
- 1962 — Наследники Рабурдэна (фильм-спектакль) — мaдaм Фикe
- 1974 — Маленькие комедии большого дома (фильм-спектакль) — Кира Платоновна «Пой, ласточка, пой!»
- 1978 — Эцитоны Бурчелли (фильм-спектакль) — Елена Викентьевна — тёща Платона Петровича
- 1989 — Свет вечерний (фильм-спектакль)

## Награды
- Народная артистка Российской Федерации (1 июня 1993 года) — за большие заслуги в области театрального искусства[5]
- Орден Дружбы (9 марта 1996 года) — за заслуги перед государством, многолетнюю плодотворную деятельность в области культуры и искусства[6]